# Guiyang Olympic Sports Center
El Guiyang Olympic Sports Center (en chino simplificado: 贵阳奥林匹克体育中心) es un recinto deportivo en el distrito de Guanshanhu, Guiyang, China. Con una capacidad para 51 636 personas, es el recinto deportivo más grande de la provincia de Guizhou.
Su construcción comenzó en 2006 y el centro se inauguró en 2010, con una inversión total de 1 900 millones de yuanes. Incluye un estadio de usos múltiples con 51 636 asientos, un estadio cubierto de 8 000 asientos, un natatorio de 3 000 asientos, un centro de tenis de 17 canchas, así como instalaciones de apoyo como un centro de medios y un centro de entrenamiento.
El estadio fue sede de los Novenos Juegos Nacionales de Minorías en 2011. Es el estadio local del Guizhou Hengfeng Zhicheng FC de la Superliga china.